# 华南理工大学前沿软物质学院
华南理工大学前沿软物质学院，前称“华南理工大学分子科学与工程学院”（简称：华工分子学院），是华南理工大学下属的理工科学院，成立于2018年11月，是华南理工大学广州国际校区首批建设的新工科学院之一。

## 历史沿革
2016年5月，华工成立华南软物质科学与技术高等研究院，以培养软物质领域的研究生。2018年11月，分子科学与工程学院成立，成为国际校区首批建设的学院之一。该学院依托华南软物质科学与技术高等研究院的师资力量培养本科生。
2019年9月，广州国际校区正式启用，学院招收的首批本科生亦同时入学。
2022年1月，为加大“软物质科学与工程”新兴交叉学科建设力度，突出学院更侧重软物质学科的交叉属性，学院正式更名为“前沿软物质学院”。

## 学院领导
截至2022年11月，软物质学院的领导组成为：
- 院长：程正迪[5]
- 副院长：王林格、康德飞

## 学科设置
软物质学院依托华南软物质科学与技术高等研究院的师资力量培养本科生。截至2020年11月，本学院仅有“分子科学与工程”一个本科专业。学院更名后，“软物质科学与工程”交叉学科前移至本科教育阶段，为本科生开设新兴智能分子复合材料等6个微专业，以更好的衔接本科生和研究生教育。